# Darlington Probation Station
Die historische Darlington Probation Station (deutsch: Darlington-Bewährungslager) befindet sich auf Maria Island vor der Ostküste Tasmaniens, Australien. Das Lager liegt im Nordwesten der Insel an der Darling Bay im Maria-Island-Nationalpark, wo sich die ehemalige Siedlung Darlington befand. Bereits seit 1825 gab es auf der Insel ein Lager für Gefangene, die schwere Straftaten begangen hatten. In der Zeit von 1842 bis 1850 wurde es als eines von zwei britischen Straflagern, neben der Cascades Female Factory, als Erziehungslager betrieben.

## Vorgeschichte
1825 wurde die zweite Sträflingskolonie in Van-Diemens-Land (heute Tasmanien) von Gouverneur George Arthur mit 50 Sträflingen und einigen Soldaten auf Maria Island errichtet, die bereits 1832 wieder geschlossen wurde. Trotz der geringen Zeit wurden mehrere Gebäude aufgebaut, von denen das Commissariat Store und die Baulichkeiten des Sträflingslagers, genannt Penitentiary, erhalten geblieben sind.
Die Sträflinge bauten eine Holz-, Schuh- und Kleidermachermanufaktur und eine Gerberei auf; bemerkenswert war die mechanisierte, mit Wasserkraft angetriebene Kleidermanufaktur. Wegen mehrerer Fluchtversuche und disziplinarischer Probleme wurde diese Strafkolonie bereits 1832 geschlossen. Eine Rolle spielte auch das inzwischen errichtete Gefängnis von Port Arthur, in dem eine größere Anzahl von Sträflingen untergebracht werden konnte.

## Darlington Probation Station
Zehn Jahre später wurde die Strafkolonie als Lager zur Bewährung von Sträflingen wieder eröffnet, nachdem auf Initiative des Vizegouverneurs Franklin 1842 die vorhandenen Gebäude repariert worden waren. Als eine zweite Station am Point Leseur eröffnet worden war, kamen mehr als 800 Sträflinge auf die Insel und es wurde weitere Gebäude errichtet. Die Überbelegung führte zu zahlreichen Problemen und die Stationen wurden 1850 geschlossen.
Unter den Sträflingen war der irische Nationalist von der Bewegung Young Ireland William Smith O’Brien, zwei Khoikhoi und fünf Māori, die dort wegen nationaler Konflikte um Grenzen festgesetzt waren.
Die Anlage des Lagers ist seit 1. August 2007 in der Australian National Heritage List eingetragen und seit dem 1. August 2010 eine von elf Australian Convict Sites, die von der UNESCO als Weltkulturerbe anerkannt sind.
Die Unterbringungsstation stellt eines der am besten erhaltenen Gebäude der Sträflingslager aus der frühen Zeit der Sträflingskolonie Australiens dar. In Tasmanien gab es 78 solcher Lager. Auf Maria Island handelt es sich um 13 Gebäude, die teils erhalten, teils Ruinen sind.
Die auf der Insel angelegten Baulichkeiten spiegeln das System der Arbeitsdisziplinierung von Sträflingen in der frühen britischen Kolonialzeit wider. Im Sträflingslager herrschten strenge Regeln und Disziplin mit Einteilung in Gruppen und nach Ausbildung, Ausübung von religiösem Zwang und Methoden rigider Bestrafung. Die Darlington Probation Station mit dieser Form der Sträflingsdiziplinierung durch öffentliche Arbeit geht auf Franklin (1837 bis 1843) zurück.
Im Lager gab es eine Kantine und einen Schulraum, eine Kapelle sowie Baulichkeiten für die Unterbringung des Priesters und der Religionslehrer. Die Baracken der Sträflinge waren in unterschiedliche Bereiche für wohlverhaltende und aufsässige Sträflinge aufgeteilt. Die wohlverhaltenden Sträflinge wurden in Schlafräumen, die anderen in separaten Räumen untergebracht. Die Einzelzellen geben Zeugnis von der dort praktizierten Bestrafungsmethode der Isolierung.